# Löber (Familie)
Löber oder Loeber ist der Familienname einer bürgerlichen Familie aus Plauen im Vogtland, bei der bis in die heutige Zeit eine ununterbrochene Stammreihe auf den Ahnherrn Adam Löber, der 1489 burggräflicher Amtsschösser und später Stadtschreiber zu Plauen war, urkundlich nachweisbar ist. Aus dem Geschlecht Löber stammen viele Geistliche und Rechtsgelehrte. Bereits 1793 wurde eine Familienchronik gedruckt und herausgegeben. Seit etwa dieser Zeit besaß die Familie das Rittergut Eichenberg bei Orlamünde. Neben dem thüringischen und sächsischen Ast, gibt es auch einen Familienzweig in den Vereinigten Staaten von Amerika.

## Vertreter der Familie
- Angelika Löber (* 1969), deutsche Politikerin (SPD)
- August Loeber (1865–1948), deutsch-baltischer Jurist und lettischer Senator
- Dietrich A. Loeber (1923–2004), deutsch-baltischer Jurist und Autor
- Ferdinand Löber (1897–1981), deutscher Bildender Künstler
- Gotthilf Friedemann Löber (1722–1799), deutscher evangelischer Geistlicher
- Karl Löber (1901–1982), Lehrer und Kantor, Heimat- und Naturforscher
- Marcus Loeber (* 1967), deutscher Komponist
- Oskar Löber (1869–nach 1930), deutscher Autor, evangelischer Pfarrer, Theologe und Oberregierungsrat
- Theodor Karl Löber (1909–1994), deutscher Fotograf
- Walter Löber (1909–1960), deutscher Radrennfahrer